# Склива, Ирене
Ирене (Ирини) Склива (греч. Ειρήνη Σκλήβα; род. 4 апреля 1978, Афины) — греческая модель, фотомодель и королева красоты, получившая титул «Мисс Мира 1996 года» на конкурсе проходившем в городе Бангалоре в Индии.

## Биография
Ирене Склива родилась 4 апреля 1978 года в Афинах. Её первым успехом стала победа в конкурсе «Мисс Эллада», откуда она попала на конкурс «Мисс Греция», что, в свою очередь, позволило ей представлять свою страну на международном конкурсе красоты «Мисс мира».

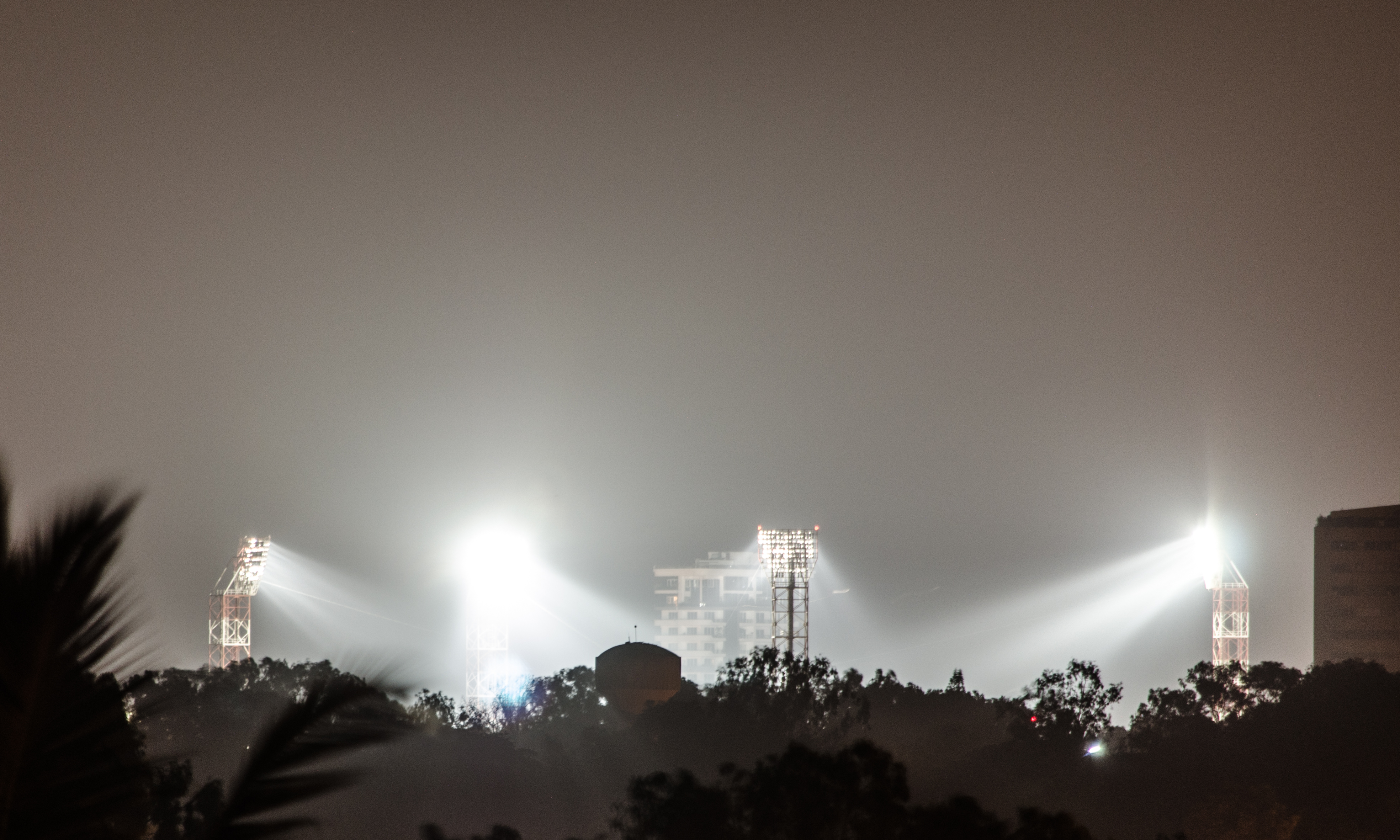
Стадион имени Мангалама Чиннасвами

В 46-м ежегодном конкурсе красоты «Мисс мира», проходившим 23 ноября 1996 года на стадионе М. Чиннасвами в индийском городе Бангалоре участвовали 88 девушек. Ирене Склива была коронована, как новая «Мисс мира». В интервью журналистам она сказала примерно следующее: «У меня было ощущение, что это была просто ещё одна репетиция — на одной репетиции они использовали меня как виртуального победителя».
После завершения конкурса И. Склива вернулась в Грецию, где продолжила карьеру на телевидении и подиумах, её лицо часто появлялось на обложках многочисленных греческих журналов, таких как «Diva» и «LipStick». Она участвовала в крупнейших мировых показах мод в Афинах, Милане и Мюнхене. Её интересы представляет агентство моделей «Ace».
Ирене Склива вышла замуж за бизнесмена Никоса Хидероглу в сентябре 2002 года, а в июле 2003 года у нее родилась дочь Маритина. В 2017 году пара развелась.
С 2019 года Склива состоит в отношениях с ливанским бизнесменом Джорджем Самахой.